# Cimetière national de Saratoga Gerald B. H. Solomon

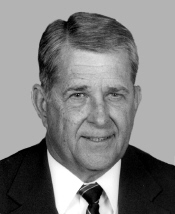
Gerald B. H. Salomon, membre du Congrès des États-Unis de New York, de 1979 à 1999.

Le cimetière national de Saratoga Gerald B. H. Salomon est un cimetière national des États-Unis situé à Schuylerville, dans le comté de Saratoga, New York. Administré par le département ds États-Unis des affaires des anciens combattants, il s'étend sur 351,7 acres (142,3 ha), et à partir de 2014 contient plus de 14 000 inhumations.

## Emplacement
Le cimetière national de Saratoga Gerald B. H. Salomon est situé sur la route Duell dans la ville de Saratoga, dans l'état de New York. Le village le plus proche est à Schuylerville, qui est aussi dans la ville de Saratoga. L'adresse postale est Stillwater, New York. Le cimetière national est à moins d'un mile du champ de bataille du parc historique national de Saratoga. 

## Histoire
Consacré le 9 juillet 1999, le cimetière national de Saratoga, il est le 116e cimetière national. Il est rebaptisé cimetière national de Saratoga Gerald B. H. Salomon, le 24 janvier 2002, en l'honneur du membre du Congrès Gerald B. H. Salomon, qui était connu pour son soutien aux causes des anciens combattants, et qui y est enterré. Durant son mandat à la chambre des représentants des États-Unis, il a parrainé la loi qui a créé le département des affaires des anciens combattants et a obtenu l'approbation pour la création du cimetière national maintenant baptisé en son honneur. Il a servi au Congrès de 1979 à 1999, et a été président du puissant comité des règlements de la chambre au moment de son départ à la retraite. À la fin de 2005, seuls les premiers 60 acres (24,3 ha) ont été développés pour accueillir des inhumations.

## Monuments notables
- La cloche du navire USS Saratoga.
- Le mémorial pyramidal en granit, construit en 2002 et dédié au membre du Congrès Gerald B. H. Salomon.

## Inhumations notables
- Récipiendaire de la médaille d'honneur
  - Sergent Thomas A. Baker, pour son action au cours de la seconde guerre mondiale
  - Sergent mécanicien Peter J. Dalessondro, pour son action au cours de la seconde guerre mondiale
  - Sergent spécialiste Raymond R. Wright, pour son action lors de la guerre du Vietnam
- Autres
  - Joseph E. Persico, auteur
  - Gerald B. H. Salomon, membre du Congrès des États-Unis
  - Jack Briggs, acteur